# Setut
Setut ali Senen... je bil faraon iz Devete dinastije Starega Egipta, ki je vladal v Prvem vmesnem obdobju od leta 2160 do 2130 pr. n. št.
Vladal je morda iz Herakleopola za faraonom Neberkaure Hetijem ali Vahkare Hetijem I., kratkotrajnima faraonoma iz Devete dinastije. Njegov naslednik ni znan.